# أليكس رودس (دراج)
أليكس رودس (بالإنجليزية: Alex Rhodes) (و. 1984  م) هي دراجة أسترالية، ولدت في أليس سبرينغز، شاركت في دورة ألعاب الكومنولث 2010، ودورة ألعاب الكومنولث 2006.

## روابط خارجية
- أليكس رودس على موقع الاتحاد الدولي للدراجات (الإنجليزية)
- أليكس رودس على موقع أرشيف الدراجات (الإنجليزية)
- أليكس رودس على موقع إحصائيات الدراجات الإحترافية (الإنجليزية)
- أليكس رودس على موقع نسبة الدراجات (الإنجليزية)
- أليكس رودس على موقع CycleBase (الإنجليزية)
- أليكس رودس على موقع دورة ألعاب الكومنولث 2006 (مؤرشف) (الإنجليزية)